# Çalıkuşu
Çalıkuşu es una serie de televisión turca de época lanzada en 2013, producida por Tims Productions y emitida por Kanal D. Es una adaptación del libro homónimo del escritor turco Reşat Nuri Güntekin, publicado en 1922. Está protagonizada por los actores turcos Burak Özçivit y Fahriye Evcen. Ha sido vendida a varios países como Israel, Irán, Serbia, Bulgaria, Rusia, Ucrania y Kazajistán.
La serie es la tercera adaptación televisiva de la historia de  Nuri Güntekin; en 1966 se lanzó una película protagonizada por Türkan Soray y Kartal Tibet y en 1986 se estrenó una miniserie protagonizada por Aydan Şener y Kenan Kalav. Aydan Şener, que había interpretado a Feride hacía 27 años deseó mucho éxito al proyecto y comentó que los estilos de ropa, el cabello y la música se mantuvieron fieles
La serie comenzó a emitirse el 24 de septiembre de 2013 y finalizó el 17 de mayo de 2014 contando con un total de 30 episodios. 

## Trama
Feride (Fahriye Evcen), una chica huérfana que queda bajo la protección de sus tíos desde muy pequeña, entre su inocencia y alegría se encuentra que el mundo no es siempre tan inocente como ella. A pesar de que ella quiere vivir un amor extraordinario, nunca imaginó que terminará enamorándose de la persona con la que compartió sus aventuras de niña, su primo Kamran (Burak Özçivit), un respetado médico que es el orgullo de la familia. Un amor inocente pero a la vez hermoso.

## Producción
Para rodar la serie, se alquiló la mansión Reşat Paşa construida en 1906 en Kadıköy y se invirtió 1 millón de dólares para decorar el interior de la mansión con elementos de la época histórica en la que se desarrolla la historia. También se prepararon dos decorados en Beykoz y Sariyer. El rodaje de la serie lo llevó a cabo un equipo de 80 personas y la preparación por parte de los actores principales ocupó alrededor de un mes y medio. Para rodar la escena del lago del primer episodio, que tomó un día completo y que se realizó en Atatürk Arboretum Archivado el 24 de diciembre de 2020 en Wayback Machine., participaron un total de 90 extras. Serdar Başbuğ se encargó de diseñar los vestuarios mientras que los sombreros y accesorios fueron diseñados por Mücella Mert.
Para la música de la cabecera, se mantuvo la melodía utilizada en la serie de 1986. En cuanto a la banda sonora, Fahriye Evcenn se encargó de interpretar las canciones Benim Gözüm Sende y Bahçede Yeşil Çınar mientras que Yıldızlara Doğru la interpretó Aytekin Ataş.

## Reparto
El elenco principal estuvo compuesto de 32 personas:
- Burak Özçivit como Kamran.
- Fahriye Evcen como Feride.
- Mehmet Özgür como Seyfettin.
- Elif İskender como Besime.
- Ebru Helvacıoğlu como Necmiye.
- Deniz Celiloğlu como Selim.
- Begüm Kütük Yaşaroğlu como Neriman.
- Güneş Hayat como Gülmisal Kalfa.
- Hülya Gülşen como Dilber Kalfa.
- Elif Sümbül Sert como Nuriye.
- Alptekin Serdengeçti como Levent.
- Aslı İçözü como Sra. Aleksi
- Pınar Çağlar Gençtürk como Münevver.
- Ege Kökenli como Mari.
- Su Kutlu como Mişel.
- Makbule Kurtlıyan como Sra. Matild
- Nesli Yılmaz como Nebibe.
- Sahra Verer como Nadide.
- Esra Kılıç como Felike.
- Erol Aydın como Arabacı Cumali.
- Nurcan Şirin como Muzaffer.
- Aliye Mutlu como Katina.
- Serkan Bilgi como Çarşaf Maruf.
- Melissa Giz Cengiz / Nehir Çağla Yaşar como Feride (niña).
- Tarık Bayrak / Batuhan Sert como Kamran (niño).
- Ceren Arslan / Ceren Apaydın como Necmiye (niña).
- Fehmi Karaarslan como Nizamettin.
- Yeşim Koçak como Güzide.
- Şükrü Özyıldız como Murat Bey.

## Proyección Internacional
En septiembre de 2013, Çalıkuşu fue presentada en la Feria MIPCOM, una organización que determina el futuro de la industria del cine y el entretenimiento en el mundo celebrada en Cannes, Francia.  A la feria acudieron Timur Savci, propietario de Tims Productions y los protagonistas principales, Fahriye Evcen y Burak Özçivit.
| País       | Canal        | Emisión                  |
| ---------- | ------------ | ------------------------ |
| Bulgaria   | Diema Family | 17 de diciembre de 2015  |
| Serbia     | Prva TV      | 25 de enero de 2016      |
| Ucrania    | Канал Бігуді | 24 de octubre de 2016    |
| Uzbekistán | Milli TV     | 18 de septiembre de 2018 |

## Premios
| Año  | Premios                                                                        | Categoría                       | Nominado      | Resultado | Ref    |
| ---- | ------------------------------------------------------------------------------ | ------------------------------- | ------------- | --------- | ------ |
| 2013 | 4º Premios Elle Style                                                          | Actor de estilo Elle del año    | Burak Özçivit | Ganador   | [ 14 ] |
| 2014 | 12º Premios YTÜ Estrellas del Año o Premio de la Universidad Técnica de Yıldız | Actor de televisión más querido | Burak Özçivit | Ganador   | [ 15 ] |
| 2014 | 13º Magazinci.com Internet Media (mejores)                                     | Mejor actor de televisión       | Burak Özçivit | Ganador   | [ 16 ] |
| 2014 | 5º Premios Elle Style                                                          | Actriz más elegante             | Fahriye Evcen | Ganadora  | [ 17 ] |
| 2014 | Premios a lo mejor de la Universidad Haliç en 2014                             | Mejor actor                     | Burak Özçivit | Ganador   | [ 18 ] |
| 2016 | Turkey Youth Awards                                                            | Mejor actriz de TV              | Fahriye Evcen | Nominada  | [ 19 ] |